# Milichiella aberrata
Milichiella aberrata är en tvåvingeart som beskrevs av Theodor Becker 1907.
Milichiella aberrata ingår i släktet Milichiella och familjen sprickflugor.